# ヘルマン・バウマン

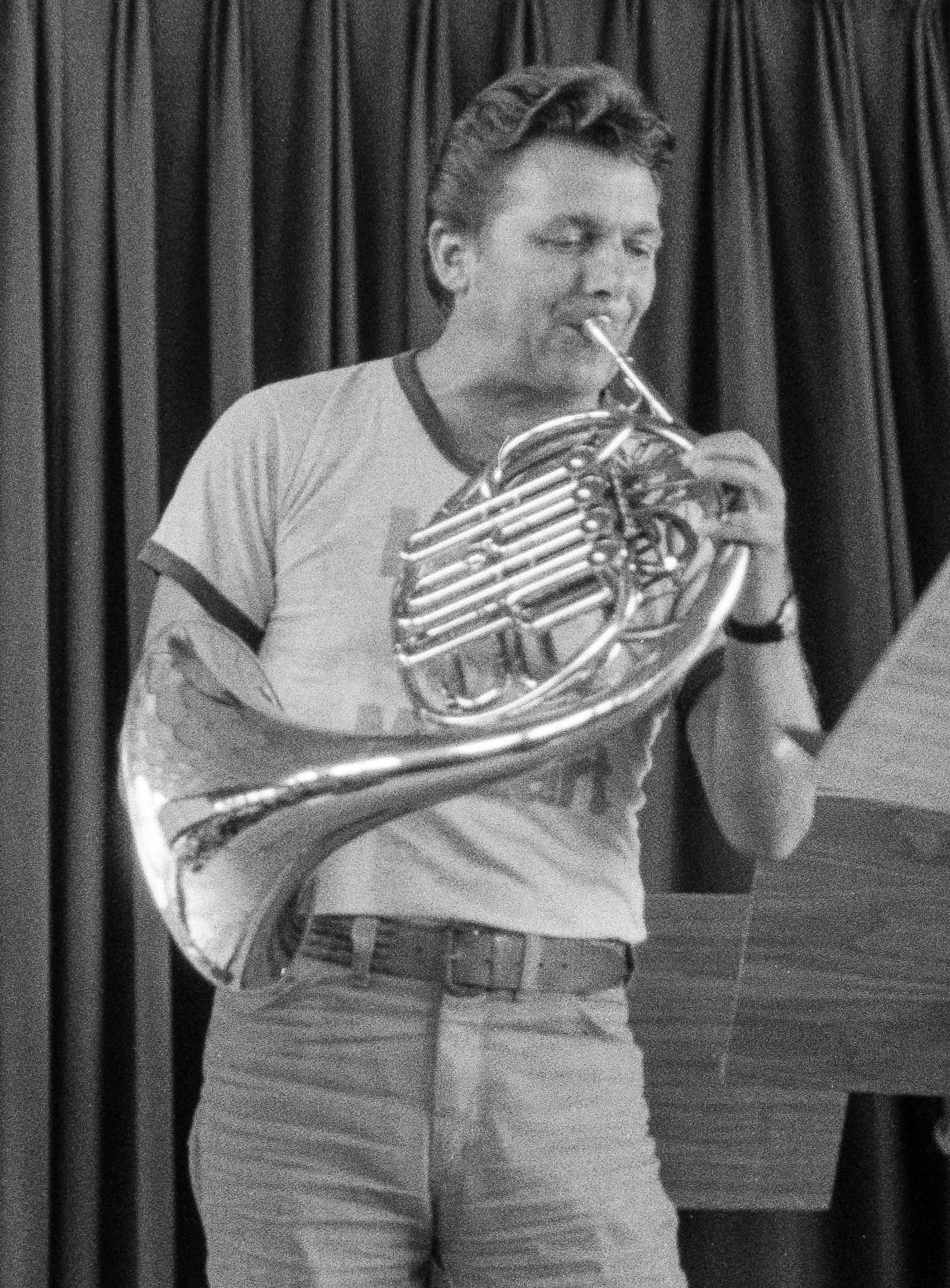
ヘルマン・バウマン（1980年）

ヘルマン・バウマン（Hermann Baumann、1934年8月1日 - 2023年12月29日）は、ドイツのホルン奏者。

## 生涯
ハンブルク生まれ。幼少時からピアノとチェロを学び、ホルンを始めたのは20代に入ってからという。シュトゥットガルト放送交響楽団在籍中の1964年、ミュンヘン国際音楽コンクールに優勝。1967年にオーケストラを辞し、ソリストとしての活動に入る。ナチュラル・ホルンの先駆者として録音も多い。
1969年からは、30年間にわたってエッセンのフォルクヴァング音楽大学で教鞭を執り、世界中のホルン・コンヴェンションでも指導を行った。
1993年、バッファロー・フィルハーモニー管弦楽団とのコンサート後に脳卒中で倒れる。右半身が麻痺し、歩くこと、話すこと、書くこと、ホルンを演奏することを学び直さなければならなくなった。脳卒中から5か月後、健康を取り戻し、再び楽器も吹けるようになった。
2023年12月29日に死去。89歳没。